# Ein Gefühl namens Liebe
Ein Gefühl namens Liebe (jap. 花野井くんと恋の病 Hananoi-kun to Koi no Yamai) ist eine Manga-Serie von Mangaka Megumi Morino, die von 2017 bis 2025 in Japan erschien. Der romantische Manga wurde ins Deutsche und Englische übersetzt und erzählt von der ersten Liebe einer Oberschülerin. Er wurde 2024 als Anime-Fernsehserie umgesetzt, die als A Condition Called Love international veröffentlicht wurde.

## Inhalt
Als Hotaru Hinase (日生 ほたる) in die Oberschule kommt, ist sie noch nie verliebt gewesen. Sie verbringt gern und viel Zeit mit ihren Freunden und der Familie, kann mit Liebe aber wenig anfangen. So versteht sie auch nicht die Gefühle, als an einem Nachbartisch in einem Café ein Paar sich trennt oder als ihre Freundin Kyo-chan ihr erzählt, dass sie frisch verliebt ist. Doch dann trifft Hinase den gerade von seiner Freundin verlassenen Saki Hananoi (花野井 颯生), einen Mitschüler von ihr, und gibt ihm ihren Schirm, weil es schneit und er ihr leid tut. Am nächsten Morgen fragt Hananoi sie, ob sie mit ihm ausgehen will. Sie lehnt ab, doch Hananoi will sie nicht so schnell aufgeben. Hinase findet ihn auch nicht unsympathisch und so verbringen die beiden immer mehr Zeit miteinander, erzählen von ihren Problemen und Hananoi versucht alles, um Hinase zu gefallen und sie zu unterstützen. Während sie sich noch kennenlernen, sind ihre Mitschüler längst überzeugt, dass sie ein Paar sind. Schließlich lässt sich Hinase darauf ein und wird versuchsweise bis Weihnachten Hananois Freundin. Zumindest will sie so endlich erfahren, wie Liebe ist.
Die Zeit, die beide zusammen verbringen, macht beiden viel Spaß. Aber Hinase fällt es schwer, ihre Gefühle einzuordnen – ist es nur Freundschaft oder schon Liebe? Sie verrät, dass ihr die Liebe wegen eines Vorfalls in der Grundschule schwerfällt. Hananoi ist sehr zurückhaltend, aber bald wird auch ihr klar, dass er eigentlich viel mehr will und nur viel Rücksicht auf sie nimmt. Als dann zu Weihnachten ihre Beziehungs-Probezeit zu Ende geht, will Hinase ihren Freund nicht verlieren. Auch in ihr ist, wenn auch langsam, Liebe für den Mitschüler aufgekeimt. Langsam vertiefen sie ihre Beziehung, während sie auch neue Bekanntschaften machen. Schon einem Mitschüler Hinases, Keigo Kurata, ist Hananoi feindselig gegenüber. Dann nimmt sie einen Nebenjob im Buchladen an, in dem Hananoi immer einkauft, um ihm dort auf andere Weise näher kennenzulernen. Dort wird bald auch Sōhei Yao eingestellt, der mit Hinase auf der Grundschule war. Hananoi gefällt das überhaupt nicht und er macht ihn für Hinases Berührungsängste verantwortlich, während auch Hinase den Kontakt zu dem alten Freund meidet. Und so fängt auch Hananoi einen Nebenjob in dem Buchladen an. Hinase will sich mit Sōhei aber wieder anfreunden. Nach einiger Zeit spricht sie sich mit Hananoi darüber aus, was damals vorgefallen ist: Eine enge Freundin von ihr war in Sōhei verliebt, befürchtete aber, dass Hinase mit ihm zusammenwäre. Die hat das nur halbherzig zurückgewiesen und als die Umstände es so erscheinen ließen, dass sie doch mit Sōhei zusammen wäre, hat ihr bis dahin enge Freundin ihr aus Groll die langen Haare abgeschnitten und Hinase traumatisiert. Was Hananoi sich noch nicht wagte seiner Freundin zu verraten ist, dass auch er diese Szene beobachtet hatte und damals schon eine Weile in Hinase verliebt war. Ihr zufälliges erneutes Aufeinandertreffen an der Oberschule wollte er nutzen, endlich mit seiner Kindheitsliebe zusammenzukommen.

## Veröffentlichung
Der Manga erschien von Dezember 2017 bis Juli 2025 in Einzelkapiteln im Magazin Dessert bei Kodansha. Der Verlag brachte die Serie auch gesammelt in bisher 17 Bänden heraus (Stand Mai 2025). Der zweite der Bände verkaufte sich über 40.000 Mal, der dritte fast ebenso oft in der ersten Woche nach Veröffentlichung. Beide gelangten damit auf Platz 24 beziehungsweise Platz 11 der Manga-Verkaufscharts. 2021 gewann die Serie den Kōdansha-Manga-Preis für den besten Shōjo-Manga.
Eine deutsche Übersetzung erscheint seit März 2021 bei Egmont Manga in bisher 16 Bänden (Stand August 2025). Die Übersetzerin ist Yayoi Okada-Willmann. Eine englische Fassung wird von Kodanshas amerikanischem Ableger verlegt.

## Animeserie
Bei East Fish Studio entstand eine Umsetzung des Mangas als Animeserie für das japanische Fernsehen. Die Drehbücher schrieb Hitomi Amamiya und Regie führte Tomoe Makino. Das Charakterdesign wurde von Akiko Satō adaptiert und die künstlerische Leitung lag bei Yōko Nakao, während Takuya Niwa für die Kameraführung verantwortlich war. Die Tonarbeiten leitete Fumihiko Ootera.
Der Anime wurde im Juni 2023 erstmals angekündigt. Die zwölf Folgen mit je 23 Minuten Laufzeit wurden vom 4. April bis zum 20. Juni 2024 bei TBS in Japan gezeigt. Parallel dazu wurde die Serie von Crunchyroll international per Streaming veröffentlicht. Zunächst erschienen Fassungen mit Untertiteln unter anderem auf Deutsch und Englisch. Später folgten Synchronfassungen auf Englisch, Spanisch, Französisch, Hindi und Portugiesisch.

### Synchronisation
| Rolle                       | japanischer Stimme (Seiyū) |
| --------------------------- | -------------------------- |
| Hotaru Hinase               | Kana Hanazawa              |
| Saki Hananoi                | Chiaki Kobayashi           |
| Yukihiro Kuroe              | Kazuyuki Okitsu            |
| Tsukiha „Shibamū“ Shibamura | Maaya Sakamoto             |
| Kagari Hinase               | Mikako Komatsu             |
| Sōhei Yao                   | Ryōhei Kimura              |
| Keigo Kurata                | Ryōta Ōsaka                |
| Satomi Satomura             | Sayumi Suzushiro           |
| Hibiki „Kyō-chan“ Asami     | Yurika Kubo                |

### Musik
Die Musik der Serie komponierte Yamazo. Das Vorspannlied ist Kimi no Sei von Sexy Zone und für den Abspann verwendete man das Lied Every Second von Mina Okabe.